# Alfonso di Brocchetti
Pour les articles homonymes, voir Di Brocchetti.
Alfonso Di Brocchetti, baron (Naples, 3 août 1844 - Rome, 14 janvier 1918), était un amiral et homme politique italien qui a occupé de hautes fonctions au sein de la Regia Marina. 
Il est président du Conseil supérieur de la marine entre le 1er octobre 1908 et le 6 août 1909, commandant de la division navale océanique (11 décembre 1898-6 mai 1900) et commandant en chef de la force navale de la Méditerranée (11 avril 1906-1 avril 1908). Il est nommé sénateur du royaume d'Italie dans la XXIIIe législature.

## Biographie
Il est né à Naples le 3 août 1844, fils du capitaine Enrico Di Brocchetti, officier du royaume des Deux-Siciles et futur ministre de la Marine du premier gouvernement Cairoli, et de Mme Margherita Maresca. Admis très jeune, à l'âge de neuf ans, à l'Académie navale du royaume des Deux-Siciles à Naples, il devient aspirant (aspirante) en 1855, et en 1860, à l'âge de seize ans seulement, il est enseigne (guardiamarina) (21 juin) au commandement maritime de Palerme. Avec son père, en 1861, il sert dans la nouvelle Marine royale (Regia marina) du royaume d'Italie. Sous-lieutenant de vaisseau (sottotenente di vascello) le 8 mars 1863, il devient lieutenant de vaisseau (tenente di vascello) le 17 mai 1866 et, pendant la troisième guerre d'indépendance italienne, il participe à la bataille de Lissa, où il est décoré d'une médaille de bronze pour sa valeur militaire. Sa carrière se poursuit brillamment, officier d'ordonnance de Sa Majesté le roi (11 avril 1878-16 avril 1881), il devient capitaine de corvette (capitano di corvetta) le 3 avril 1879, capitaine de frégate (capitano di fregata) le 27 août 1881, et capitaine de vaisseau (capitano di vascello) le 26 juin 1887. Aide de camp du roi Umberto Ier (17 avril 1881-20 mars 1883) et adjudant général par intérim de Sa Majesté le roi (16 janvier 1896-1 décembre 1898), chef de division du ministère de la Marine (20 septembre 1884-24 mars 1885) et attaché naval auprès de l'ambassade du royaume d'Italie à Paris (5 juillet 1888-15 octobre 1892), il est promu contre-amiral (contrammiraglio) le 5 avril 1894. Directeur général du service militaire au ministère de la Marine (1er mai 1894-16 janvier 1896).
Membre du Conseil supérieur de la marine (16 novembre 1900-11 juillet 1903), il est promu vice-amiral le 16 juillet 1904. Il est vice-président du Conseil supérieur de la marine (21 juillet 1904-1 avril 1905) dont il devient président entre le 1er octobre 1908 et le 6 août 1909, commandant de la division navale océanique (11 décembre 1898-6 mai 1900) et commandant en chef de la force navale de la Méditerranée (11 avril 1906-1 avril 1908). 
Il est nommé sénateur du royaume d'Italie à partir du 4 avril 1909, il meurt à Rome le 14 janvier 1918, en pleine Première Guerre mondiale.

## Décorations
- Médaille de bronze de la valeur militaire
- Chevalier de l'ordre de la Couronne d'Italie - arrêté royal du 21 janvier 1877.
- Officier de l'ordre de la Couronne d'Italie - arrêté royal du 2 janvier 1881.
- Commandeur de l'ordre de la Couronne d'Italie - arrêté royal du 5 janvier 1883.
- Grand officier de l'ordre de la Couronne d'Italie - arrêté royal du 11 avril 1898.
- Chevalier de grand-croix décoré du grand cordon de l'ordre de la Couronne d'Italie - arrêté royal du 31 janvier 1907.
- Chevalier de l'ordre des Saints-Maurice-et-Lazare - arrêté royal du 14 mars 1879.
- Officier de l'ordre des Saints-Maurice-et-Lazare - arrêté royal du 5 janvier 1882.
- Commandeur de l'ordre des Saints-Maurice-et-Lazare - arrêté royal du 3 décembre 1896.
- Médaille commémorative des campagnes des guerres d'indépendance
- Médaille commémorative des campagnes d'Afrique
- Croix d'or pour ancienneté de service
- Médaille du mérite militaire mauricien de dix ans

## Source
- (it) Cet article est partiellement ou en totalité issu de l’article de Wikipédia en italien intitulé « Alfonso Di Brocchetti » (voir la liste des auteurs).